# Sankt Görans kyrka, Karlskoga
Sankt Görans kyrka är en romersk-katolsk kyrka tillhörande Sankt Görans katolska församling i centrala Karlskoga. Den byggdes 1888 som metodistkyrka men såldes senare till katoliker i Karlskoga. Kyrkan invigdes som katolsk kyrka 2008 av Anders Arborelius.